# Modelos de comunicação

Muitos modelos de comunicação incluem a ideia de que um remetente codifica uma mensagem e usa um canal para transmiti-la a um receptor. Ruído pode distorcer a mensagem ao longo do caminho. O receptor então decodifica a mensagem e dá alguma forma de feedback.

Modelos de comunicação simplificam ou representam o processo de comunicação. A maioria dos modelos de comunicação tenta descrever a comunicação verbal e não verbal e frequentemente a entende como uma troca de mensagens. Sua função é dar uma visão geral compacta do complexo processo de comunicação. Isso ajuda os pesquisadores a formular hipóteses, aplicar conceitos relacionados à comunicação a casos do mundo real e testar previsões. Apesar de sua utilidade, muitos modelos são criticados com base na alegação de que são muito simples porque deixam de fora aspectos essenciais. Os componentes e suas interações são geralmente apresentados na forma de um diagrama. Alguns componentes e interações básicos reaparecem em muitos dos modelos. Eles incluem a ideia de que um remetente codifica informações na forma de uma mensagem e as envia a um receptor por meio de um canal. O receptor precisa decodificar a mensagem para entender a ideia inicial e fornece alguma forma de feedback. Em ambos os casos, o ruído pode interferir e distorcer a mensagem.
Os modelos de comunicação são classificados dependendo de suas aplicações pretendidas e de como eles conceituam o processo. Os modelos gerais se aplicam a todas as formas de comunicação, enquanto os modelos especializados se restringem a formas específicas, como a comunicação de massa. Os modelos de transmissão linear entendem a comunicação como um processo unidirecional no qual um remetente transmite uma ideia a um receptor. Os modelos de interação incluem um loop de feedback através do qual o receptor responde após receber a mensagem. Os modelos de transação veem o envio e a resposta como atividades simultâneas. Eles sustentam que o significado é criado neste processo e não existe antes dele. Os modelos constitutivos e construcionistas enfatizam que a comunicação é um fenômeno básico responsável por como as pessoas entendem e vivenciam a realidade. Os modelos interpessoais descrevem trocas comunicativas com outras pessoas. Eles contrastam com os modelos intrapessoais, que discutem a comunicação consigo mesmo. Os modelos de comunicação não humana descrevem a comunicação entre outras espécies. Outros tipos incluem modelos de codificação/decodificação, modelos hipodérmicos e modelos relacionais.
O problema da comunicação já era discutido na Grécia Antiga, mas o campo dos estudos de comunicação só se desenvolveu em uma disciplina de pesquisa separada em meados do século XX. Todos os primeiros modelos eram modelos de transmissão linear, como o modelo de Lasswell, o modelo de Shannon-Weaver, o modelo de Gerbner e o modelo de Berlo. Para muitos propósitos, eles foram posteriormente substituídos por modelos de interação, como o modelo de Schramm. A partir da década de 1970, modelos transacionais de comunicação, como o modelo de Barnlund, foram propostos para superar as limitações dos modelos de interação. Eles constituem a origem de desenvolvimentos posteriores na forma de modelos constitutivos. 